# OVER THE SKY: Yuming International Cover Album
『OVER THE SKY:Yuming International Cover Album』（オーヴァー・ザ・スカイ: ユーミン・インターナショナル・カヴァー・アルバム）は、松任谷由実の楽曲を欧米のアーティストがカヴァーしたアルバムで、2003年7月16日に東芝EMIから発売された。

## 収録曲
1. GENTLE RAIN（冷たい雨）/ スティーヴン・ビショップ
もともとはバンバンに提供した曲。オリジナルはアルバム『OLIVE』に収録。
2. A HAPPY NEW YEAR/ ベス・ニールセン・チャップマン
オリジナルは『昨晩お会いしましょう』に収録。
3. SOMEWHERE IN THE RAIN（あの日にかえりたい）/ マイケル・フランクス
1975年のシングル曲。オリジナルアルバムには未収録だが、ベストアルバム『YUMING BRAND』に収録。
4. GRADUATION PHOTOGRAPH（卒業写真）/ リタ・クーリッジ
この曲ももとはハイ・ファイ・セットに提供した曲。今までに多くのアーティストにカバーされている。オリジナルは『COBALT HOUR』に収録。
5. HELLO, MY FRIEND/ アメリカ
1994年のシングル。オリジナルは『THE DANCING SUN』に収録。
6. IN THE MORNING LIGHT（朝陽の中で微笑んで）/ パティ・オースティン
オリジナルは『14番目の月』に収録。
7. HOW CAN I BREATHE（霧雨で見えない）/ ピーボ・ブライソン
オリジナルは『ダイアモンドダストが消えぬまに』に収録。
8. THE LAST LIE（最後の嘘）/ オリータ・アダムス
オリジナルは『Cowgirl Dreamin'』に収録。
9. CARRY ON / ポーリン・ウィルソン （ex シーウィンド）
オリジナルは『TEARS AND REASONS』に収録。
10. HARU YO KOI（春よ、来い）/ ジェイク・シマブクロ
オリジナルは『THE DANCING SUN』に収録。

- 英語詩は、先にリリースされたA.S.A.P.の英語詩を採用した曲(1,4,6)と、オリジナルの英語詩の曲がある。